# USS Bismarck Sea (CVE-95)
USS Bismarck Sea (CVE-95) là một tàu sân bay hộ tống lớp Casablanca được Hải quân Hoa Kỳ chế tạo trong Chiến tranh Thế giới thứ hai; tên nó được đặt theo biển Bismarck, nơi diễn ra trận hải chiến vào ngày 3-4 tháng 3 năm 1943. Nó đã hoạt động cho đến gần cuối Thế Chiến II, khi nó bị máy bay Kamikaze đánh chìm trong Trận Iwo Jima vào ngày 21 tháng 2 năm 1945. Bismarck Sea được tặng thưởng ba Ngôi sao Chiến trận do thành tích phục vụ trong Thế Chiến II.

## Thiết kế và chế tạo
Con tàu nguyên được đặt lườn như là chiếc Alikula Bay tại Xưởng tàu Vancouver của hãng Kaiser Company, Inc. ở Vancouver, Washington vào ngày 31 tháng 1 năm 1944. Nó được hạ thủy vào ngày 17 tháng 4 năm 1944; được đỡ đầu bởi bà Monrad C. Wallgren, phu nhân Thượng nghị sĩ M. C. Wallgren của tiểu bang Washington. Con tàu được đổi tên thành Bismarck Sea vào ngày 16 tháng 5 năm 1944 trước khi được hải quân sở hữu và nhập biên chế vào ngày 20 tháng 5 năm 1944 dưới quyền chỉ huy của Hạm trưởng, Đại tá Hải quân J. L. Pratt.

## Lịch sử hoạt động
Trong tháng 7 và tháng 8 năm 1944, Bismarck Sea hộ tống các đoàn tàu vận tải đi lại giữa San Diego, California và quần đảo Marshall. Sau khi được sửa chữa và huấn luyện bổ sung tại San Diego, nó đi đến Ulithi thuộc quần đảo Caroline để gia nhập Đệ Thất hạm đội dưới quyền Phó đô đốc Thomas C. Kinkaid. Từ ngày 14 đến ngày 23 tháng 11, nó hoạt động ngoài khơi Leyte để hỗ trợ cho Trận Leyte, và tiếp tục hỗ trợ cho cuộc đổ bộ lên vịnh Lingayen từ ngày 9 đến ngày 18 tháng 1 năm 1945. Nó đi đến ngoài khơi Iwo Jima vào ngày 16 tháng 2 để hỗ trợ cho Trận Iwo Jima.
Vào ngày 21 tháng 2, bất chấp hàng rào hỏa lực phòng không dày đặc, hai máy bay tấn công cảm tử Kamikaze Nhật Bản vẫn đâm trúng Bismarck Sea. Chiếc thứ nhất đâm vào mạn phải bên dưới khẩu pháo 40 mm phía đuôi, đâm xuyên qua hầm chứa máy bay và trúng vào hầm đạn của con tàu. Đám cháy do nó gây ra đã hầu như được dập tắt khi chiếc thứ hai đâm trúng thang nâng máy bay phía sau, nổ tung làm phá hủy hệ thống chữa cháy bằng nước biển, làm ngưng mọi nỗ lực kiểm soát hư hỏng. KHông lâu sau lệnh bỏ tàu được đưa ra. Bismarck Sea đắm ở tọa độ 24°2′21″B 141°18′49″Đ / 24,03917°B 141,31361°Đ với tổn thất nhân mạng 318 người, là chiếc tàu sân bay Hoa Kỳ cuối cùng bị mất trong Thế Chiến II.
Ba tàu khu trục và ba tàu khu trục hộ tống đã nỗ lực cứu vớt những người sống sót trong 12 giờ tiếp theo. Họ cứu vớt được tổng cộng 605 sĩ quan và thủy thủ trong tổng số 923 thành viên thủy thủ đoàn, Những người sống sót được chuyển sang các chiếc Dickens (APA-161) and Highlands (APA-119).

## Phần thưởng
Bismarck Sea được tặng thưởng ba Ngôi sao Chiến trận do thành tích phục vụ trong Thế Chiến II.